# Флаг Западной Австралии
Флаг Западной Австралии (англ. Flag of Western Australia) — государственный символ штата Западная Австралия с 3 ноября 1953 года. Состоит из синего кормового флага и жёлтого круга на полотнище, внутри которого расположен символ штата — чёрный лебедь. Принят в качестве замены колониального флага. В отличие от него, лебедь смотрит с сторону флагштока. Флаг Западной Австралии похож на флаги других штатов страны, поскольку они тоже представляют собой синий кормовой флаг с гербами. Когда все они развеваются в одном месте с государственным флагом, флаг Западной Австралии занимает шестое место по старшинству, что указывает на его место на гербе страны.

## История
Впервые западное побережье Австралии было открыто голландской Ост-Индской компанией в XVII веке. Во время экспедиции в январе 1697 года, в районе нынешнего Коттесло (пригород Перта, столицы штата) Виллем де Вламинк наблюдал за чёрными лебедями, которые жили в устье реки. Впоследствии он назвал эту реку «Лебединой» (река Суон, англ. Swan River). Однако голландцы решили не колонизировать этот район, поскольку посчитали торговые перспективы достаточно скудными. Позже поселения на территории современных Флемантле и Перта обосновали британцы. Эти два поселения вместе с окружающей территорией получили название «Колония Лебединого берега» (англ. Swan River Colony). Чёрный лебедь стал её неофициальным символом. К примеру, через несколько лет после основания колонии здесь появились собственные банкноты, и на них было изображено именно эта птица. Лебедь также был символом первой газеты колонии — Swan River Guardian, которая выпускалась с 1836 по 1838 год. Изображение лебедя появилось и в первом номере государственной газеты колонии, напечатанном в 1836 году. Спустя 18 лет после этого лебедь был изображён на первых почтовых марках колонии.

Флаг Западной Австралии с 1870 по 1953 год

17 августа 1869 года был издан Закон о совете, который разрешал британским колониальным губернаторам нести на церемониях флаг своей колонии, который должен был представлять собой классический британский флаг с наложенным на него сверху символом территории. В следующем году губернатор колонии Фредерик Алоизиус Уэлд предложил дизайн этого символа — чёрный лебедь в жёлтом круге. Его аргументация заключалась в том, что «чёрный лебедь с самого начала был неофициальным символом колонии, которая даже была расположена на реке, названной в его честь». Этот дизайн был официально утверждён следующим губернатором колонии, Уильямом Робинсоном 27 ноября 1875 года. В 1901 году, после окончания процесса объединения страны, флаг был сохранён как государственный символ штата.
В 1936 году представители британской геральдической палаты заявили, что считают направление головы лебедя неуместным. Согласно вексиллологическому соглашению между Австралией и Великобританией в геральдике левая сторона от наблюдателя — почётное место, в сторону которого должны быть обращены все символы на государственных флагах. Однако до визита королевы в 1954 году никаких действий для устранения данного нарушения не предпринималось. Прямо перед ним этот вопрос был передан в парламент штата, и 3 ноября 1953 года был представлен новый флаг, на котором направление головы лебедя было изменено.

## Дизайн

### Описание
Соотношение сторон флага — 1:2. Официальная цветовая схема, согласно представленной информации на сайте правительства штата, соответствует системе Pantone в таблице ниже. Номера цветов для чёрно-белых оттенков не указаны.
| Цвет    | Pantone | RGB       | HTML colors |
| ------- | ------- | --------- | ----------- |
| Синий   | 280     | 1-33-105  | #012169     |
| Красный | 185     | 228-0-43  | #E4002B     |
| Жёлтый  | 109     | 255-209-0 | #FFD100     |

### Символизм
Флаг несёт в себе культурное, политическое и региональное значение. Синий кормовой флаг является символом Великобритании, метрополии Австралии, обозначающий единство двух стран. Он встречается на флагах каждого штата, а единственное отличие между ними — в гербовом значке на полотнище. Жёлтый круг с чёрным лебедем является символом Западной Австралии на флаге. Он является главным животным штата, и именно от него произошло название колонии, которая была предшественницей Западной Австралии. 25 июля 1973 года чёрный лебедь был принят в число списка птиц — эмблем Австралии. По словам профессора университета Эдита Коуэна Родни Джеймса Гиблетта, данное животное было способом заявления о присутствии собственной национальной идентичности у жителей штата в противовес английскому колониальному господству.

## Использование
За внешний вид флага отвечает департамент, возглавляемый премьером штата. Когда флаг используется совместно с другими флагами содружества, он занимает пятое место в иерархии, это отражает положение символа штата — чёрного лебедя — на щите герба страны. Данный щит дважды пересечён и рассечён (то есть разделён на 6 частей), и символ находится в его пятой части.
Согласно правилам, флаг не может касаться земли и не должен подниматься на том же флагштоке, на котором уже находится другой флаг. Его следует поднимать не ранее рассвета, а опускать не позднее сумерек, если он не освещён ночью. На центральном флагштоке располагается флаг страны.

## Вариации флага
| Вариант | Где используется                                                                  |
| ------- | --------------------------------------------------------------------------------- |
|         | Штандарт губернатора Западной Австралии                                           |
|         | Флаг «Доминиона Вестралии» (1934)                                                 |
|         | Альтернативный флаг, придуманный Бренданом Джонсоном, директором компании Ausflag |

Также различные вариации использовались судоходными компаниями, портовыми властями и прочими организациями.